# Gabriel Valencia
Gabriel Valencia (Ciudad de México, 1799 - cerca de la Ciudad de México, 25 de marzo de 1848) fue un militar mexicano de los primeros años de la naciente república. Del 30 de diciembre de 1845 al 2 de enero de 1846 sirvió como presidente interino de México, aunque su presidencia no es reconocida oficialmente.

## Biografía

### Sus inicios en el ejército
Antes de la Independencia de México, Valencia inició su carrera en las armas en el ejército realista de la Monarquía Española. Se unió al Ejército Trigarante en 1821. Logró prestigio en el gobierno de la naciente república, tanto en lo militar como en lo político, logrando ser presidente de México por tan solo tres días. Forjó una difícil alianza militar con el general Antonio López de Santa Anna, quien en ese entonces era la autoridad mexicana más popular.
En la guerra contra Estados Unidos, dirigió la batalla de Padierna al mando de lo que quedaba del Ejército del Norte, obteniendo triunfos parciales; pero su enemistad con Santa Anna hizo que éste no le proporcionara los refuerzos necesarios y perdiera la batalla ante los estadounidenses. Desmembrado el Ejército del Norte, partió para Toluca, pero tras la toma del Castillo de Chapultepec dirigió, junto con el general Ampudia, la defensa de la Ciudad de México.

### El Plan de la Ciudadela (1841)
En 1840 y 1841 hubo varias rebeliones contra el gobierno de Anastasio Bustamante, entonces en su tercer período como presidente de México. Bustamante era un adherente del partido centralista. El 15 de julio de 1840 los soldados rebeldes dirigidos por el general José Urrea y Valentín Gómez Farías tomaron el Palacio Nacional y capturaron al presidente Bustamante, a quien se liberó más tarde. El jefe del Estado Mayor, el general Gabriel Valencia, ayudó a dominar la revuelta.
Poco después, Mariano Paredes y Arrillaga se levantó contra Bustamante en Guadalajara, Juan N. Álvarez en el sur, y Santa Anna en Perote, Veracruz. Esta vez, el 4 de septiembre de 1841, Valencia se unió a la rebelión por la publicación del Plan de la Ciudadela.
La situación era ya grave para Bustamante, por lo que decidió dejar la presidencia y asumir el mando del ejército personalmente, saliendo al campo para combatir a los rebeldes, pero fue derrotado. Bustamante fue exiliado en Europa por segunda vez (en Italia). Los generales que lo depusieron llegaron a un acuerdo político, el Plan de Tacubaya. Este plan proclamó que la presidencia vacante quedaría a cargo de Santa Anna, como presidente provisional, quien convocaría a elecciones para celebrar un Congreso Constituyente. Esta sería el sexto mandato como presidente de Santa Anna.

### Presidente de la Junta Nacional Legislativa (1843)
La Junta Nacional Legislativa publicó una nueva Constitución que sustituyó a las Siete Leyes de 1836. El nuevo ordenamiento fue elaborado por una comisión presidida por el general Gabriel Valencia, y por Sebastián Camacho, Cayetano Ibarra, Manuel Baranda, Manuel de la Peña y Peña, Simón de la Garza y el arzobispo de México.

### Derrocamiento del presidente José Joaquín Herrera (1845)
Después de varios gobiernos José Joaquín de Herrera fue nombrado presidente interino el 17 de diciembre de 1844. Fue designado presidente constitucional el 16 de septiembre de 1845, en medio de una gran disputa por abolir fueros y privilegios eclesiásticos y militares promovidos por los federalistas y defendidos por los centralistas.
En diciembre de 1845, el ejército estadounidense invadió México desde Luisiana, y el presidente Herrera determinó poner al mando del ejército defensor al general Mariano Paredes y Arrillaga, quien se desplazó a Saltillo. Sin embargo, el general Paredes de tendencia centralista, aprovechó la ocasión y marchó sobre la Ciudad de México en contra del presidente Herrera. 
El 30 de diciembre de 1845, el general Valencia, en ese momento a cargo de la guarnición de la Ciudad de México, anunció su apoyo a Paredes. Acorralado, Herrera dejó la presidencia.

### Como presidente interino de México
Por ministerio de ley, Gabriel Valencia, como presidente del Consejo de Gobierno, es quien debería asumir la presidencia tras la dimisión del presidente Herrera. El 30 de diciembre de 1845 se autoproclamó entonces presidente interino para transferirle el poder al general Paredes, en tanto llegaba a la capital en su marcha desde el Norte. Sin embargo, su investidura no fue reconocida realmente: una junta, encabezada por el arzobispo de la Ciudad de México, Manuel Posada y Garduño, fue convocada a la par. El poder real lo ostentaba el general Paredes, quien entró finalmente a la Ciudad de México el 2 de enero de 1846, esto es tres días después. La junta eligió presidente provisional a Paredes y Valencia se sumó al nuevo gobierno. Esta presidencia de Valencia no es considerada oficialmente dentro de la sucesión de presidentes de México.

### Invasión estadounidense
En 1847 el general Valencia comandó una de las fuerzas mexicanas que se opuso al general Winfield Scott en Veracruz, antes de su avance a la Ciudad de México en la Intervención estadounidense en México. El 19 de agosto de 1847, las fuerzas de Scott atacaron a los de Valencia, en la ciudad de Contreras, cerca de la Ciudad de México. Debido a la rivalidad entre Valencia y López de Santa Anna, Valencia había avanzado más allá de su posición asignada. Santa Anna no pudo enviar refuerzos, aunque existe la versión que hubo insubordinación y desacato a las órdenes de Santa Anna, por el General Valencia, dado que el grueso del ejército iba a atacar al ejército invasor. Los mexicanos fueron derrotadas el 20 de agosto.
Los restos de las fuerzas de Valencia cayeron de nuevo en la batalla de Churubusco. Scott continuó su avance y los mexicanos fueron derrotados nuevamente en Chapultepec, dejando el camino abierto a la Ciudad de México.